# Christopher and Dana Reeve Foundation

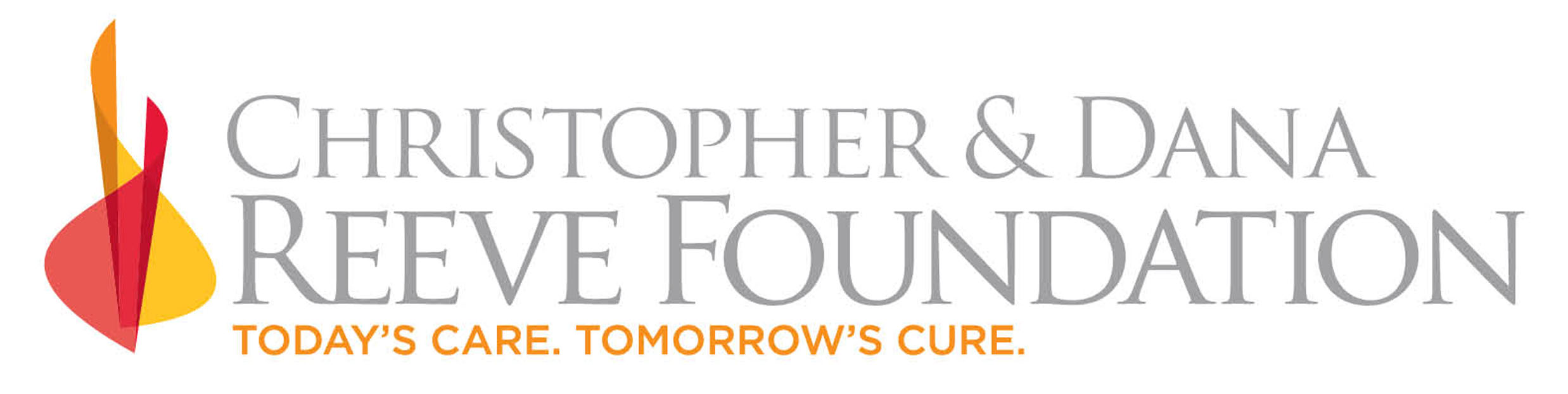
Il logo della fondazione

La Christopher and Dana Reeve Foundation (CRPF) è una fondazione benefica fondata dall'attore anglo-americano Christopher Reeve insieme a sua moglie Dana Morosini, per finanziare la ricerca e lo sviluppo per i trattamenti e la cura della paralisi causata da traumi alla colonna vertebrale ed altri disordini del sistema nervoso centrale.
La fondazione lavora anche per migliorare la qualità di vita dei disabili, attraverso le attività della fondazioni, programmi di recupero ed aiuto e sforzi legali.
Nel 1982 nacque con il nome di American Paralysis Foundation, poi modificato in  Christopher Reeve Paralysis Foundation e dal 2006 in seguito alla scomparsa di Dana Reeve ha preso il nome attuale.
Sin dal 1982, la CRPF ha investito 48 milioni di dollari nella ricerca, sostenendo i migliori specialisti e scienziati del settore della neurochirurgia, supportando nuove iniziative ed esperimenti. Inoltre, l'associazione ha donato circa 6 milioni di dollari ad altre organizzazioni non-profit.
All'associazione è legato il Christopher and Dana Reeve Paralysis Resource Center, un centro specializzato per insegnare ai disabili a rendersi il più indipendenti possibili compatibilmente con la loro situazione. L'ospedale si trova a Short Hills nel New Jersey.
Tuttora il presidente è Peter Kiernan.